# Southbridge (Massachusetts)
Pour les articles homonymes, voir Southbridge.

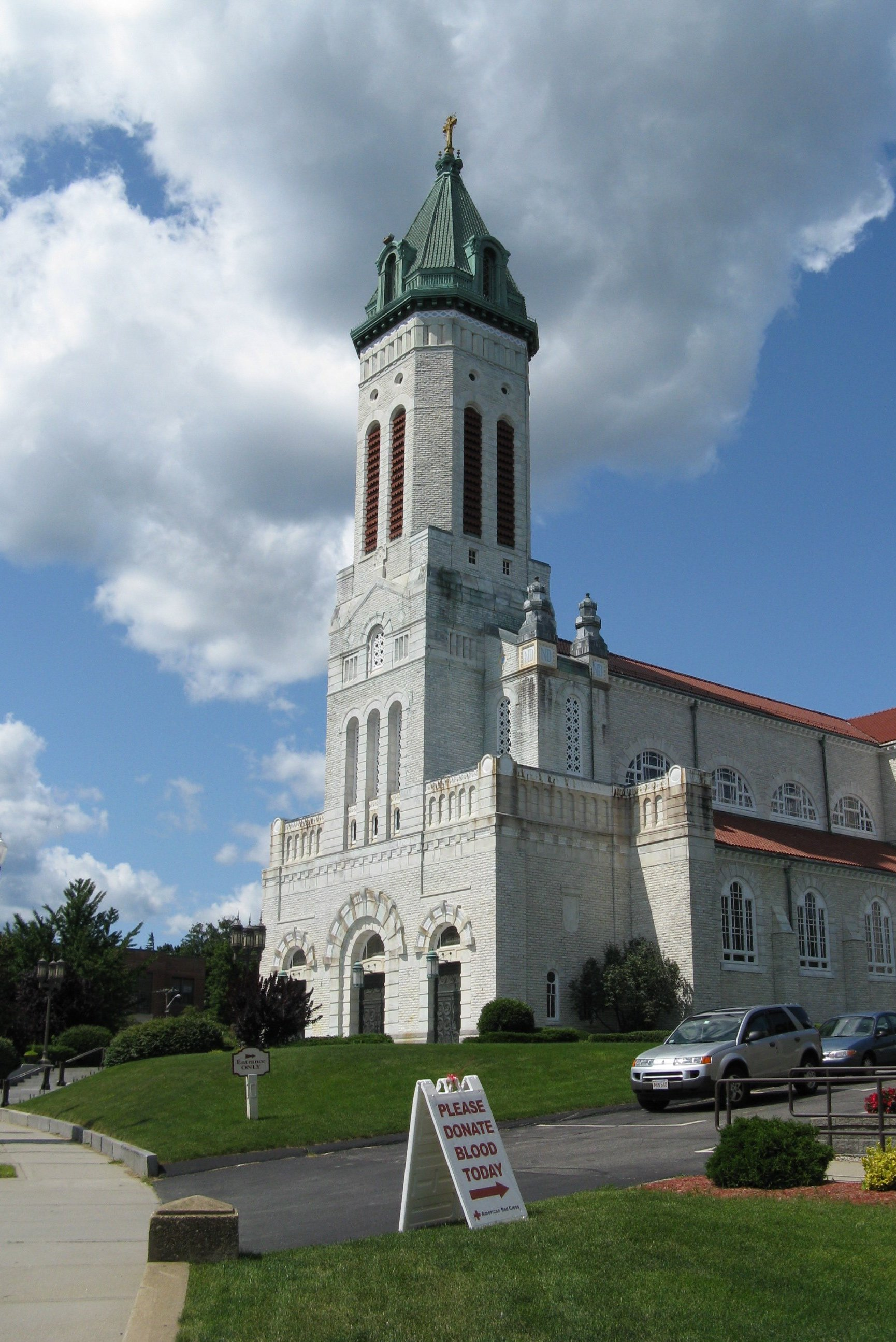
Vue de l'église Notre-Dame de Southbridge

Southbridge est une ville du comté de Worcester, dans l'État du Massachusetts, aux États-Unis. Selon le 22e recensement des États-Unis d'Amérique de 2000, sa population était de 17 214 habitants.

## Architecture
- Église Notre-Dame du Sacré-Cœur (début XXe siècle)